# Tetrachroa
Tetrachroa es un género de polillas de la familia Sphingidae,  que contiene únicamente una especie, Tetrachroa edwardsi, la cual se localiza en Queensland y Nueva Gales Del sur, Australia.
Su envergadura es aproximadamente de 100 mm. Los adultos son de color gris oscuro con marcas blancas, pero tienen una gran área roja en las alas posteriores.